# Guaiacum palmeri
Guaiacum palmeri là một loài thực vật có hoa trong họ Zygophyllaceae. Loài này được Vail miêu tả khoa học đầu tiên năm 1910.